# Platneptis laeta
Platneptis laeta är en stekelart som först beskrevs av Walker 1848.  Platneptis laeta ingår i släktet Platneptis och familjen puppglanssteklar. Arten är reproducerande i Sverige. Inga underarter finns listade i Catalogue of Life.